# Sucrerie de Sukala
La sucrerie de Sukala regroupe trois unités de sucrerie au Mali.

## Production de la sucrerie
Avec les deux premières unités de sucrerie, situées à Dougabougou et à Siribala,, la production de sucre s'évaluait à 35 000 tonnes à la fin de l'année 2012. Les autorités maliennes ont entrepris des démarches pour satisfaire la forte demande en sucre de la population. En novembre 2012, la coopération sino-malienne a permis la création de la troisième sucrerie (N-Sukala SA), détenue à 40% par le Mali et à 60% par les investisseurs chinois et qui doit produire 105 000 tonnes. La zone exploitée est d'une superficie de 20 000 hectares, situés principalement dans le périmètre de l'Office du Niger. 
La production totale (140 000 tonnes) est encore inférieure à la consommation nationale annuelle, qui s'évalue à 250 000 tonnes par an, mais celle-ci devrait être couverte par une autre nouvelle sucrerie, construite à Markala en coopération avec l'Inde, et qui devrait produire 200 000 tonnes par an,.

## Controverses et problèmes
La mévente du sucre, liée notamment à la fraude et au marché noir, a mis l'entreprise en difficulté. Au début de l'année 2019, malgré l'amélioration de la qualité du sucre, l'État malien a dû intervenir pour éviter son effondrement complet.